# Верхний Журавлёв переулок
Верхний Журавлёв переулок (до 1929 — Верхний Введенский) — переулок в районе Соколиная Гора Восточного административного округа Москвы. Проходит от Нижнего Журавлёва до Барабанного переулка.

## Название
До 24 октября 1929 года переулок носил название Верхний Введенский. Это название было связано с церковью Введения Богородицы в Семёновской слободе (снесена в 1929 году). Нынешнее название переулка — по площади Журавлёва. Площадь в свою очередь получила название в честь Ивана Филипповича Журавлёва (1881—1919) — революционера, большевика, участника Гражданской войны.

## Транспорт
По переулку маршруты наземного транспорта не проходят. Ближайшие остановки расположены на Большой Семёновской улице, где проходят автобусы м3, м3к, 59, 86, 552, т22, т32, т88, н3.
C 22 декабря 2015 года движение транспорта по Верхнему Журавлёвому переулку стало односторонним в направлении от Барабанного переулка в сторону Нижнего Журавлёва переулка.